# David Roentgen

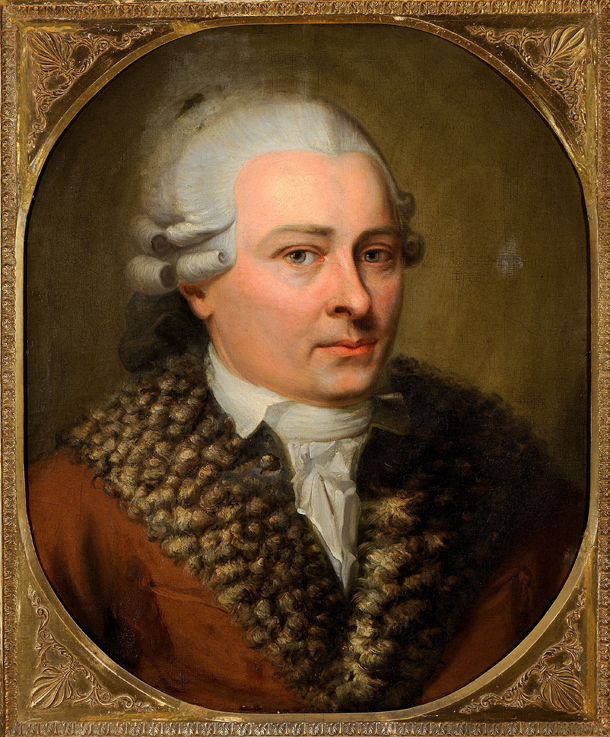
Portret Davida Roentgena

David Roentgen (ur. 11 sierpnia 1743 w Herrnhaag, zm. 12 lutego 1807 w Wiesbaden) – niemiecki przedsiębiorca i ebenista. Znany był z konstruowania wysokiej jakości mebli zdobionych techniką intarsji, głównie sekretarzyków, które wyróżniały się znajdującymi się wewnątrz nich nowatorskimi elementami mechanicznymi. Do jego innych wyjątkowych dzieł można zaliczyć również funkcjonujący automat przedstawiający francuską królową Marię Antoninę grającą na cymbałach.

## Życiorys

### Pochodzenie i początki kariery
David Roentgen, urodzony w Herrenhaag, był najstarszym synem niemieckiego konstruktora mebli Abrahama Roentgena. Jego ojciec w roku 1753 przeniósł się do osady morawskiej w Neuwied, niedaleko Koblencji, gdzie założył fabrykę, którą prowadził według zasad i modeli stosowanych przez producentów mebli w Londynie około 1730 roku. Dzięki odpowiednim metodom podziału siły roboczej, zarządzaniem sieciami dostawców oraz ustanowieniu dalekosiężnych międzynarodowych stosunków handlowych w ciągu pierwszych dwunastu lat istnienia przedsiębiorstwo przeszło dynamiczny rozwój. Niedługo potem przedsiębiorstwo zetknęło się z problemem kryzysu gospodarczego, będącego skutkiem ówcześnie toczącej się wojny siedmioletniej. W czasie tego kryzysu, w roku 1757, czternastoletni David Roentgen rozpoczął współpracę w manufakturze ze swoim ojcem. Zaraz po ukończeniu edukacji został praktykantem w jego firmie w Neuwied. Od tego czasu zdobywał wiedzę i doskonalił się w konstruowaniu mebli, zarządzaniu przedsiębiorstwem oraz prowadzeniu relacji z klientami ze sfer szlacheckich. Zdobyta wiedza pomogła mu wzmocnić pozycję firmy w obliczu ówczesnego kryzysu. Od roku 1774 meble z jego fabryki trafiały do dworów królewskich, m.in. we Francji, Szwecji i Rosji. Ponadto od roku 1780 opatentował nowy styl intarsji, który przyciągnął sporą uwagę i wzbudził szacunek wśród ówczesnych rywali na rynku meblarskim.
Skala i organizacja produkcji ówczesnych warsztatów na kontynencie europejskim stanowiły przedmiot zainteresowania i dociekań wielu osiemnastowiecznych uczonych na temat ich wpływu na różne aspekty ówczesnego społeczeństwa. Dlatego też fabryka Roentgena wspominana jest w wielu pracach naukowych i tekstach, traktujących o skomplikowanych zależnościach, takich jak dobrobyt gospodarczy a planowanie miasta, czy różnice regionalne w zasobach naturalnych i instytucjonalnych.

### Powiązania z arystokracją
David Roentgen znany był ze swoich kontaktów handlowych z arystokracją. Istotnym czynnikiem w procesie ekspansji jego firmy było zaprezentowanie jej produktów w Paryżu, który był ówcześnie stolicą europejskiej kultury i sztuki. Udał się on tam najpierw w sierpniu 1774 roku w celu analizy panujących ówcześnie nurtów stylistycznych i rozeznania w sytuacji rynkowej. Parę lat później, w roku 1779, udał się do Paryża po raz drugi, gdzie zaprezentował swoje meble przed królem Francji Ludwikiem XVI oraz królową Marią Antoniną, którzy następnie zainteresowani jego produktami kupili wiele bogato zdobionych sekretarzyków oraz biurek, jednocześnie nadając mu tytuł Ebéniste mécanicien du roi et de la reine. Jego sukces na dworze królewskim wzbudził zainteresowanie wielu innych paryskich dygnitarzy. David Roentgen podróżował również do Rosji, gdzie w Petersburgu cesarzowa Rosji Katarzyna II zakupiła ogromne ilości jego produktów. Do jego znanych klientów należał także król Fryderyk Wilhelm II z Prus, ponadto w maju 1779 roku Roentgen wizytował na dworze księcia Karola w Brukseli. Dzięki zdobyciu uznania i podtrzymywaniu relacji biznesowych wśród arystokracji, głównie francuskiej, David Roentgen wzmocnił swoją pozycję na rynku i mógł rywalizować z innymi słynnymi ebenistami, takimi jak Jean-Henri Riesener czy Adam Weisweiler.

### Współpraca z rodziną Kinzingów
Historia twórczości Kinzingów rozpoczyna się w roku 1740. Następnie przez kolejne dekady aż do początku wieku XIX wiele pokoleń tej rodziny posiadało warsztaty w Neuwied. Osobą z tej właśnie rodziny, która nawiązała współpracę z Davidem Roentgenem, był dwa lata młodszy od niego Peter Kinzing, urodzony w roku 1745 w Oberbieber niedaleko Neuwied. Współpraca przedsiębiorstwa Kinzingów z przedsiębiorstwem Roentgenów miała znaczącą rolę, gdyż umożliwiała im produkcję wysokiej jakości mebli, które były wzbogacane o mechaniczne elementy, które najczęściej powstawały właśnie w fabryce Kinzinga. Dzięki temu meble stały się wyjątkowym i unikalnym towarem na międzynarodowym rynku luksusowym.

### Koniec kariery
Kiedy w 1795 roku armie rewolucji francuskiej zagroziły przekroczeniem Renu, David Roentgen podjął próbę ewakuacji swojego przedsiębiorstwa oraz jego zasobów w głąb kraju. Mimo starań – przedsiębiorca utracił wszystko, zarówno w swoim paryskim salonie, jak i w warsztacie w Neuwied, gdyż oba te miejsca zostały splądrowane przez wojska republikańskie. Roentgen został zdruzgotany tą całą sytuacją, mimo iż w tym samym czasie otrzymał nominację nadwornego dostawcy mebli od króla Prus. Od tamtego momentu nie udało się mu już nigdy wznowić działalności firmy. Wiadomo jednak, że Roentgen pomógł założyć odnoszące sukcesy przedsiębiorstwa swoim byłym uczniom – Davidowi Hackerowi w Berlinie oraz Christianowi Härderowi w Brunszwiku.

## Twórczość

### Meble

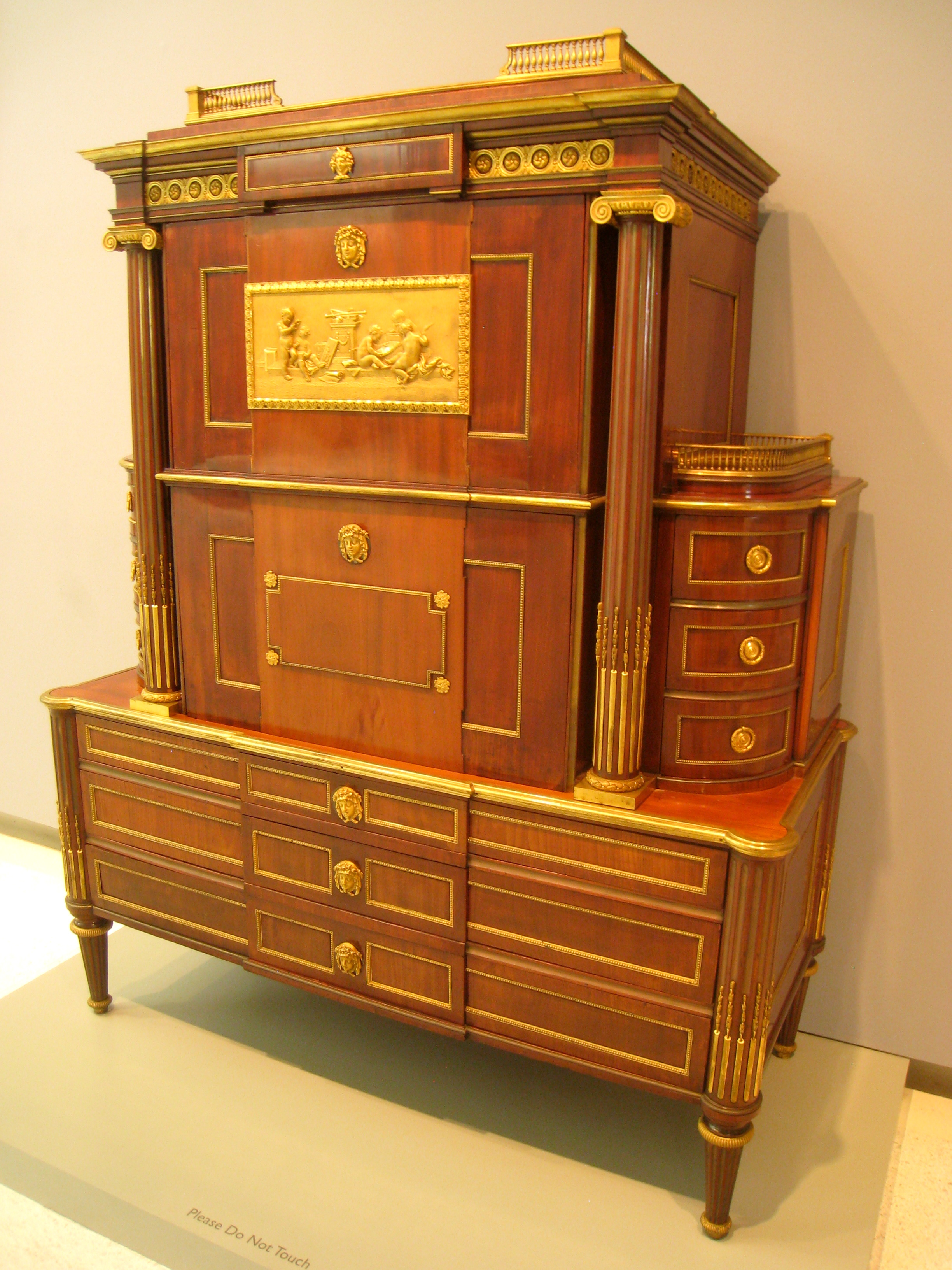
Sekretarzyk wykonany przez Davida Roentgena

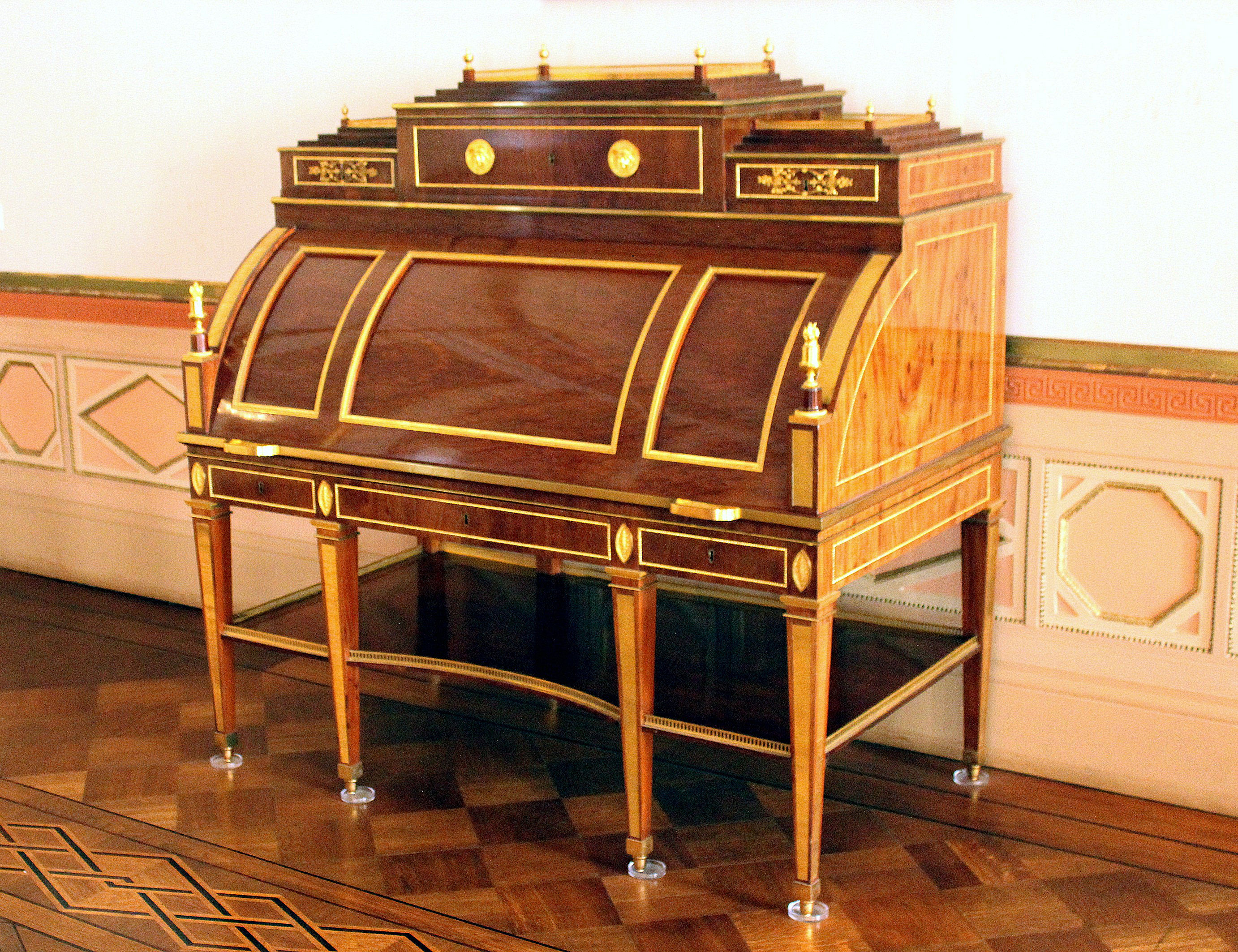
Biurko wykonane przez Davida Roentgena

David Roentgen rozpoczął swoją karierę kontynuując produkcję mebli w stylu rokoko, których sposób wykonania został mu przedstawiony przez jego ojca. Sekretarzyki stylizowane na francuskie wyróżniały się charakterystycznym zakrzywionym zarysem oraz bogatymi zdobieniami i rzeźbieniami. Wśród jego mebli wyróżnia się też wzorowane na angielskiej stolarce. Oba ich typy zawierały charakterystyczne inkrustacje,  które skomponowane były z różnych gatunków drewna. Niektóre inkrustacje były barwione i wykonane w postaci kompozycji figuralnych i kwiatowych, często w stylu chinoiserie (motywy chińskie). W latach 1775–1780 Roentgen porzucił swoje wcześniejsze style na rzecz sztywnych, klasycznych form, które wyróżniały się mahoniowym kontrastem z bogatymi brązowymi elementami. Tego typu zdobienia pojawiały się między innymi na jego monumentalnych sekretarzykach i szafkach z lat 1785–1789. Ponadto na wielu meblach znajdowało się wiele scen z mitologii klasycznej, które w XVIII wieku były wyjątkowo podziwiane.
Unikatowym elementem mebli Davida Roentgena były ukryte w nich mechanizmy, taki sposób ich urozmaicania zapoczątkował już jego ojciec. W ten sposób meble zawierały wiele szuflad, które pojawiały się i znikały poprzez wciskanie ukrytych przycisków aktywujących mechanizmy, ponadto ukryte w sekretarzykach zegary wygrywały różne melodie.

### Automat przedstawiający królową Marię Antoninę

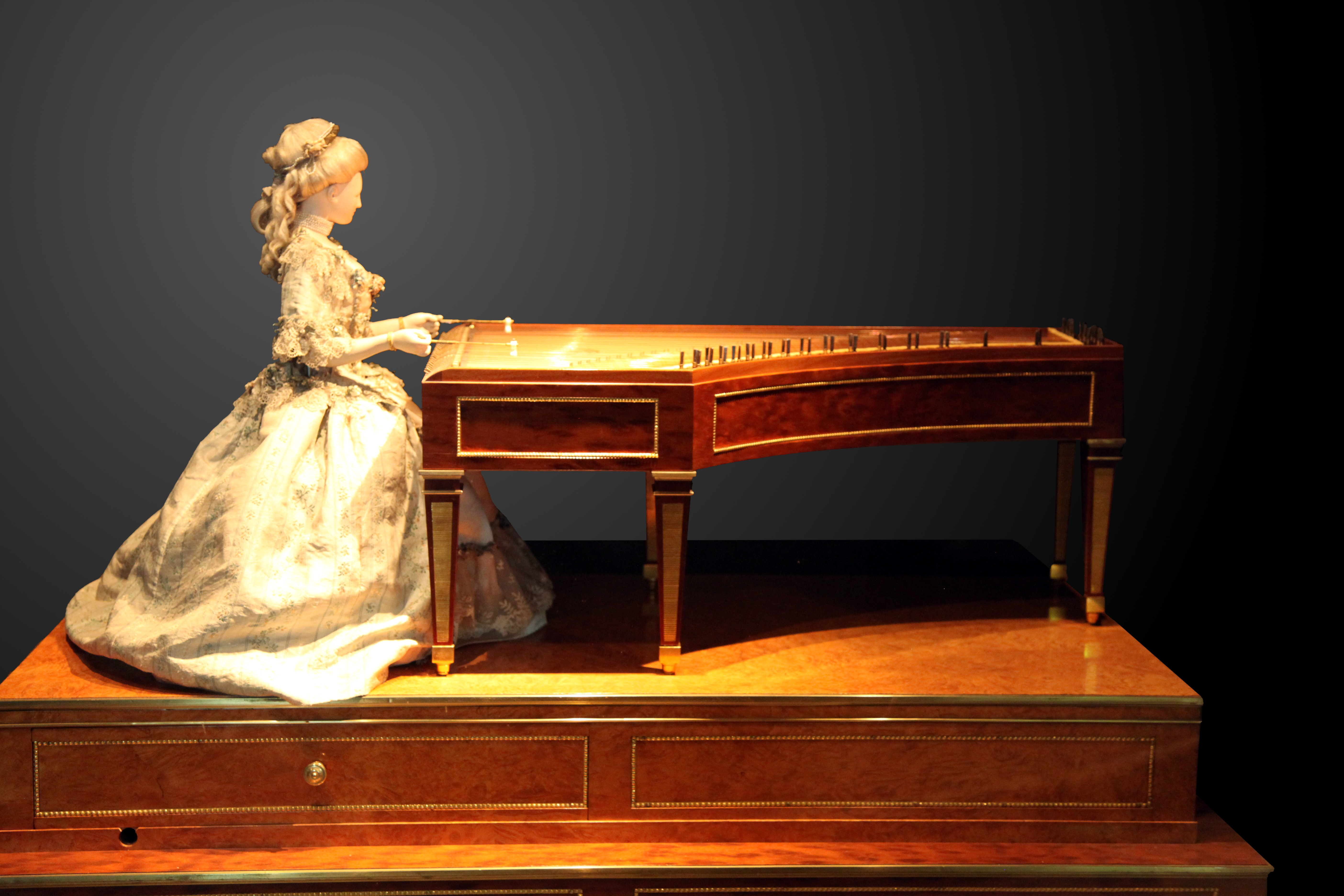
Automat przedstawiający Marię Antoninę wykonany przez Davida Roentgena i Petera Kinzinga

Do jednych z najbardziej wyjątkowych dzieł Davida Roentgena można zaliczyć automat przedstawiający kobietę grającą na cymbałach, której wygląd wzorowany był na francuskiej królowej Marii Antoninie. Ukończony w 1784 roku automat składa się z lalki, w której ukryty jest mechanizm, oraz z instrumentu – miniaturowych cymbałów, w które specjalnymi pałeczkami uderza ona poprzez mechaniczny ruch ramion. Jednak nie tylko jej ramiona zostały zautomatyzowane – przed rozpoczęciem występu automat odwracając głowę spogląda kokieteryjne w stronę publiczności, ponadto poruszają się również jej oczy. Mechanizm zawiera w sobie repertuar aż ośmiu różnych melodii. Wszelkie mechanizmy wewnątrz konstrukcji zostały zbudowane w warsztacie Petera Kinzinga około roku 1780. Automat ten został zaprezentowany królowi Ludwikowi XVI, który wręczył go w prezencie swojej żonie. Uważa się, że jej koronkowa suknia została wykonana z jednej z sukni Marii Antoniny oraz że manekin zawiera w sobie również trochę prawdziwych włosów królowej. Ta wyjątkowa konstrukcja funkcjonuje do dziś, jej występ został uwieczniony przez Metropolitan Museum of Art w Nowym Jorku i pojawił się na wystawie „Extravagant Inventions: The Princely Furniture of the Roentgens” w latach 2012–2013.